# 宿苞秋海棠
宿苞秋海棠（学名：Begonia yui）为秋海棠科秋海棠属的植物，为中国的特有植物。分布在中国大陆的云南等地，生长于海拔2,500米至2,900米的地区，多生长在山坡阴湿沟谷石上，目前已由人工引种栽培。

## 别名
临沧秋海棠（云南种子植物名录）